# Campeonato Sul-Americano de Futebol Sub-17 de 2011
O Campeonato Sul-Americano de Futebol Sub-17 de 2011 foi a 14ª edição da competição organizada pela Confederação Sul-Americana de Futebol (CONMEBOL) para jogadores com até 17 anos de idade. 
As partidas foram disputadas entre 12 de março e 9 de abril nas cidades de Ambato, Latacunga, Ibarra, Quito e Riobamba, no Equador. O torneio distribuiu quatro vagas para o Campeonato Mundial da categoria, no México, e para o torneio de futebol dos Jogos Pan-Americanos de 2011, em Guadalajara.
Pela quarta vez consecutiva (décima no geral), o Brasil conquistou o título da categoria após vencer a Argentina na última partida da fase final. As duas seleções mais o Uruguai, que finalizou com o vice-campeonato, e o anfitrião Equador se classificaram para o Mundial e Jogos Pan-Americanos.

## Equipes participantes
Todas as dez equipes filiadas a CONMEBOL participaram do evento:
| Grupo A - Argentina - Bolívia - Equador - Peru - Uruguai | Grupo B - Brasil - Chile - Colômbia - Paraguai - Venezuela |

## Sedes
A Federação Equatoriana de Futebol anunciou as seguintes sedes para o torneio:
| Cidade    | Estádio                      | Capacidade |
| --------- | ---------------------------- | ---------- |
| Ambato    | Estádio Bellavista           | 20 000     |
| Latacunga | Estádio La Cocha             | 15 000     |
| Ibarra    | Estádio Olímpico de Ibarra   | 18 600     |
| Quito     | Estádio Olímpico Atahualpa   | 41 000     |
| Riobamba  | Estádio Olímpico de Riobamba | 18 000     |

Posteriormente o Estádio La Casa Blanca, de Quito, foi designado para sediar os jogos da última rodada da fase final devido a impossibilidade de se utilizar o Estádio Olímpico Atahualpa, como originalmente previsto.

## Árbitros
A Comissão de Árbitros da CONMEBOL selecionou dez árbitros e dez assistentes para o torneio.
| Árbitros            | Assistentes          |
| ------------------- | -------------------- |
| ARG Néstor Pitana   | ARG Alejo Castany    |
| BOL José Jordán     | BOL Javier Bustillos |
| BRA Ricardo Marques | BRA Márcio Santiago  |
| CHI Patricio Polic  | CHI Juan Maturana    |
| COL Héctor Parra    | COL Wilmar Navarro   |

| Árbitros            | Assistentes         |
| ------------------- | ------------------- |
| ECU Diego Lara      | ECU Byron Romero    |
| PAR Julio Quintana  | PAR Carlos Cáceres  |
| PER Henry Gambetta  | PER Jorge Yupanqui  |
| URU Héctor Martínez | URU Carlos Changala |
| VEN Mayker Gómez    | VEN Jairo Romero    |

## Fórmula de disputa
As dez equipes participantes foram divididas em dois grupos de cinco para a disputa da primeira fase, onde enfrentaram os adversários dentro do grupo, totalizando quatro partidas para cada. As três equipes com o maior número de pontos em cada grupo avançou para a fase final, disputada no sistema de todos contra todos. A equipe que somou o maior número de pontos ao final das cinco partidas foi declarada campeã sul-americana sub-17 e se classificou ao Campeonato Mundial de Futebol Sub-17 de 2011, assim como o vice-campeão, o terceiro e o quarto colocados.
Em caso de empate por pontos, a classificação se determinaria através dos seguintes critérios, seguindo a ordem:
1. Saldo de gols
2. Número de gols a favor (gols pró)
3. Resultado da partida entre as equipes em questão
4. Sorteio

## Primeira fase
Todas as partidas seguem o fuso horário do Equador (UTC-5).

### Grupo A
| Seleção   | P | J | V | E | D | GP | GC | SG |
| --------- | - | - | - | - | - | -- | -- | -- |
| Argentina | 9 | 4 | 3 | 0 | 1 | 10 | 4  | +6 |
| Equador   | 7 | 4 | 2 | 1 | 1 | 4  | 4  | 0  |
| Uruguai   | 6 | 4 | 2 | 0 | 2 | 4  | 5  | -1 |
| Peru      | 4 | 4 | 1 | 1 | 2 | 8  | 9  | -1 |
| Bolívia   | 3 | 4 | 1 | 0 | 3 | 5  | 9  | -4 |

| 12 de março | Equador                   | 2 – 1     | Bolívia   | Estádio La Cocha, Latacunga  |
| 16:00       | Batioja 21' · Mercado 24' | Relatório | Silva 48' | Árbitro: BRA Ricardo Marques |

| 12 de março | Argentina                                                 | 4 – 2     | Peru                 | Estádio La Cocha, Latacunga |
| 18:10       | Paredes 44' (pen) · Ocampos 53' · Ferreira 73' · Pugh 87' | Relatório | García 4' · Polo 35' | Árbitro: CHI Patricio Polic |

| 15 de março | Equador     | 1 – 1     | Peru     | Estádio Bellavista, Ambato |
| 17:00       | Sornoza 47' | Relatório | Polo 58' | Árbitro: COL Héctor Parra  |

| 15 de março | Bolívia | 0 – 2     | Uruguai         | Estádio Bellavista, Ambato  |
| 19:10       |         | Relatório | Mascia 17', 27' | Árbitro: PAR Julio Quintana |

| 18 de março | Argentina         | 1 – 2     | Uruguai                     | Estádio Olímpico, Riobamba   |
| 16:00       | Andrada 41' (pen) | Relatório | Mascia 36' · San Martín 87' | Árbitro: BRA Ricardo Marques |

| 18 de março | Peru            | 2 – 4     | Bolívia                           | Estádio Olímpico, Riobamba |
| 18:10       | Flores 22', 29' | Relatório | Silva 13', 62', 89' · Banegas 68' | Árbitro: VEN Mayker Gómez  |

| 21 de março | Equador     | 1 – 0     | Uruguai | Estádio La Cocha, Latacunga |
| 17:00       | Sornoza 16' | Relatório |         | Árbitro: CHI Patricio Polic |

| 21 de março[a] | Argentina                                  | 3 – 0     | Bolívia | Estádio La Cocha, Latacunga |
| 19:10          | Ocampos 16' · Paredes 59' · Pugh 82' (pen) | Relatório |         | Árbitro: COL Héctor Parra   |

| 24 de março | Uruguai | 0 – 3     | Peru                                  | Estádio La Cocha, Latacunga |
| 17:00       |         | Relatório | Flores 38' · Benincasa 50' · Polo 66' | Árbitro: VEN Mayker Gómez   |

| 24 de março | Argentina                     | 2 – 0     | Equador | Estádio La Cocha, Latacunga |
| 19:10       | Pinto 53' (pen) · Benítez 71' | Relatório |         | Árbitro: PAR Julio Quintana |

a. ^  Partida interrompida aos 77 minutos devido a falta de energia elétrica no estádio, com vitória parcial da Argentina por 2 a 0. Completada no dia seguinte.

### Grupo B
| Seleção   | P | J | V | E | D | GP | GC | SG |
| --------- | - | - | - | - | - | -- | -- | -- |
| Brasil    | 9 | 4 | 3 | 0 | 1 | 12 | 7  | +5 |
| Paraguai  | 9 | 4 | 3 | 0 | 1 | 9  | 5  | +4 |
| Colômbia  | 7 | 4 | 2 | 1 | 1 | 7  | 8  | -1 |
| Chile     | 4 | 4 | 1 | 1 | 2 | 5  | 8  | -3 |
| Venezuela | 0 | 4 | 0 | 0 | 4 | 5  | 10 | -5 |

| 13 de março | Brasil                                               | 4 – 3     | Venezuela                     | Estádio Olímpico, Ibarra |
| 10:00       | Pedro Paulo 11', 75' · Adryan 15' · Lucas Piazon 71' | Relatório | Arteaga 5', 7' · González 33' | Árbitro: ECU Diego Lara  |

| 13 de março | Colômbia        | 2 – 2     | Chile                         | Estádio Olímpico, Ibarra    |
| 12:10       | Garcés 34', 36' | Relatório | Navarrete 58' · Henríquez 33' | Árbitro: PER Henry Gambetta |

| 16 de março | Colômbia                                 | 3 – 1     | Paraguai     | Estádio Olímpico, Ibarra     |
| 15:30       | Delgado 12' · Palomeque 78' · Osorio 90' | Relatório | González 55' | Árbitro: URU Héctor Martínez |

| 16 de março | Brasil                   | 2 – 1     | Chile         | Estádio Olímpico, Ibarra   |
| 17:45       | Emerson 80' · Adryan 87' | Relatório | Henríquez 73' | Árbitro: ARG Néstor Pitana |

| 19 de março | Chile                    | 2 – 1     | Venezuela | Estádio Olímpico, Ibarra |
| 18:00       | Henríquez 41' · Páez 70' | Relatório | García 7' | Árbitro: BOL José Jordán |

| 19 de março | Brasil           | 1 – 2     | Paraguai                    | Estádio Olímpico, Ibarra |
| 20:10       | Lucas Piazon 32' | Relatório | Giménez 77' · Caballero 80' | Árbitro: ECU Diego Lara  |

| 22 de março | Paraguai                      | 3 – 0     | Chile | Estádio Olímpico, Ibarra   |
| 16:00       | Caballero 26', 80' · Báez 53' | Relatório |       | Árbitro: ARG Néstor Pitana |

| 22 de março | Colômbia | 1 – 0     | Venezuela | Estádio Olímpico, Ibarra    |
| 18:10       | Cuero 8' | Relatório |           | Árbitro: PER Henry Gambetta |

| 25 de março | Paraguai                             | 3 – 1     | Venezuela    | Estádio Olímpico, Ibarra |
| 19:00       | Palacios 17' · Florenciáñez 42', 61' | Relatório | Castillo 48' | Árbitro: BOL José Jordán |

| 25 de março | Brasil                                                                   | 5 – 1     | Colômbia       | Estádio Olímpico, Ibarra     |
| 21:10       | Léo Bonatini 18', 20' · Cláudio Winck 36' · Misael 55' · Marlon Bica 70' | Relatório | Villadiego 66' | Árbitro: URU Héctor Martínez |

## Fase final
| Seleção   | P  | J | V | E | D | GP | GC | SG |
| --------- | -- | - | - | - | - | -- | -- | -- |
| Brasil    | 13 | 5 | 4 | 1 | 0 | 10 | 4  | +6 |
| Uruguai   | 9  | 5 | 2 | 3 | 0 | 8  | 5  | +3 |
| Argentina | 7  | 5 | 2 | 1 | 2 | 7  | 7  | 0  |
| Equador   | 6  | 5 | 1 | 3 | 1 | 6  | 7  | -1 |
| Colômbia  | 4  | 5 | 1 | 1 | 3 | 5  | 7  | -2 |
| Paraguai  | 1  | 5 | 0 | 1 | 4 | 5  | 11 | -6 |

| 28 de março | Argentina   | 1 – 0     | Paraguai | Estádio La Cocha, Latacunga |
| 15:50       | Benítez 76' | Relatório |          | Árbitro: COL Héctor Parra   |

| 28 de março | Equador | 0 – 0     | Colômbia | Estádio La Cocha, Latacunga |
| 18:00       |         | Relatório |          | Árbitro: VEN Mayker Gómez   |

| 28 de março | Brasil | 0 – 0     | Uruguai | Estádio La Cocha, Latacunga |
| 20:10       |        | Relatório |         | Árbitro: PAR Julio Quintana |

| 31 de março | Argentina   | 1 – 1     | Uruguai            | Estádio Olímpico Atahualpa, Quito |
| 15:50       | Andrada 70' | Relatório | Padilla 76' (g.c.) | Árbitro: ECU Diego Lara           |

| 31 de março | Equador                   | 2 – 2     | Paraguai                   | Estádio Olímpico Atahualpa, Quito |
| 18:00       | Batioja 27' · Uchuari 83' | Relatório | Ovelar 77' · Caballero 85' | Árbitro: ARG Néstor Pitana        |

| 31 de março | Brasil      | 1 – 0     | Colômbia | Estádio Olímpico Atahualpa, Quito |
| 20:10       | Matheus 56' | Relatório |          | Árbitro: BOL José Jordán          |

| 3 de abril | Paraguai      | 1 – 3     | Uruguai                                | Estádio La Cocha, Latacunga |
| 15:50      | Caballero 78' | Relatório | Aguirre 22' · Álvarez 59' · Mascia 75' | Árbitro: CHI Patricio Polic |

| 3 de abril | Argentina                      | 2 – 1     | Colômbia  | Estádio La Cocha, Latacunga |
| 18:00      | Ocampos 4' · Andrada 14' (pen) | Relatório | Cuero 20' | Árbitro: PER Henry Gambetta |

| 3 de abril | Brasil                             | 3 – 1     | Equador        | Estádio La Cocha, Latacunga  |
| 20:10      | Matheus 24' · Léo 29' · Adryan 54' | Relatório | Cevallos 90+4' | Árbitro: URU Héctor Martínez |

| 6 de abril | Uruguai                           | 3 – 2     | Colômbia        | Estádio Olímpico Atahualpa, Quito |
| 15:50      | Mascia 24', 36' (pen) · Silva 82' | Relatório | Garcés 39', 68' | Árbitro: VEN Mayker Gómez         |

| 6 de abril | Argentina | 1 – 2     | Equador                    | Estádio Olímpico Atahualpa, Quito |
| 18:00      | Pugh 82'  | Relatório | Cevallos 55' · Batioja 73' | Árbitro: CHI Patricio Polic       |

| 6 de abril | Brasil                                               | 3 – 1     | Paraguai    | Estádio Olímpico Atahualpa, Quito |
| 20:10      | Guilherme 15' · Cláudio Winck 56' · Lucas Piazon 86' | Relatório | Marecos 31' | Árbitro: PER Henry Gambetta       |

| 9 de abril | Paraguai      | 1 – 2     | Colômbia       | Estádio La Casa Blanca, Quito |
| 15:50      | Benítez 90+1' | Relatório | Cuero 12', 30' | Árbitro: ECU Diego Lara       |

| 9 de abril | Equador            | 1 – 1     | Uruguai        | Estádio La Casa Blanca, Quito |
| 18:00      | Cevallos 58' (pen) | Relatório | San Martín 19' | Árbitro: COL Héctor Parra     |

| 9 de abril | Argentina              | 2 – 3     | Brasil                                | Estádio La Casa Blanca, Quito |
| 20:10      | Báez 31' · Andrada 80' | Relatório | Léo 28' · Guilherme 33' · Matheus 77' | Árbitro: PAR Julio Quintana   |

## Premiação
| Campeonato Sul-Americano Sub-17 de 2011 |
| --------------------------------------- |
| Brasil                                  |
| BRASIL Tetracampeão (10º título)        |

## Artilharia
| 6 gols (1) - URU Juan Mascia 5 gols (1) - PAR Mauro Caballero 4 gols (5) - ARG Federico Andrada - BRA Léo Bonatini - BOL Robert Silva - COL Cristian Garcés - COL Fabián Cuero 3 gols (10) - ARG Lucas Ocampos - ARG Lucas Pugh - BRA Adryan - BRA Lucas Piazon - BRA Matheus - CHI Ángelo Henríquez - ECU José Cevallos - ECU Luis Batioja - PER Andy Polo - PER Edison Flores | 2 gols (9) - ARG Leandro Paredes - ARG Martín Benítez - BRA Cláudio Winck - BRA Guilherme - BRA Pedro Paulo - ECU Junior Sornoza - PAR Carlos Florenciáñez - URU Juan San Martín - VEN Manuel Arteaga 1 gol (30) - ARG Brian Ferreira - ARG Ezequiel Báez - ARG Marcos Pinto - BOL Luis Banegas - BRA Emerson - BRA Marlon Bica - BRA Misael - CHI Ariel Páez - CHI Gerardo Navarrete - COL Cristian Palomeque - COL Pedro Osorio | 1 gol (continuação) - COL Ricardo Delgado - COL Yuldor Villadiego - ECU Jonny Uchuari - ECU Kevin Mercado - PAR Alan Benítez - PAR Christian Giménez - PAR Christian Palacios - PAR Derlis González - PAR Miller Marecos - PAR Rodrigo Báez - PAR Sebastián Ovelar - PER Horacio Benincasa - PER Raziel García - URU Elbio Álvarez - URU Gastón Silva - URU Rodrigo Aguirre - VEN Alejandro González - VEN Édson Castillo - VEN Víctor García Gols-contra (1) - ARG Maximiliano Padilla (para o Uruguai) |